# Gwenno Teifi
Gwenno Teifi, celým jménem Gwenno Teifi Ffransis, (* 4. února 1987) je velšská aktivistka. Je vnučkou politika Gwynfora Evanse a dcerou aktivisty Ffreda Ffransise. Studovala na Aberystwythské univerzitě a je členkou jazykové společnosti Cymdeithas yr Iaith Gymraeg. V roce 2004 byla spolu se čtyřmi dalšími protestujícími zatčena kvůli poškozování cizího majetku. Následně byla uvězněna, neboť odmítla zaplatit pokutu ve výši 200 liber carmarthenshireské rozhlasové stanici.